# Omegna
Omegna – miejscowość i gmina we Włoszech, w regionie Piemont, w prowincji Cusio Ossola. Położona około 100 kilometrów na północny wschód od Turynu i około 13 kilometrów na południowy zachód od Verbanii w najbardziej wysuniętym na północ punkcie Lago d’Orta.
Według danych na rok 2004 gminę zamieszkiwały 15 374 osoby, 512,5 os./km².

## Miasta partnerskie
- Lodi, Włochy